# Aeroportul Stockholm Skavsta
Aeroportul Stockholm Skavsta (IATA: NYO, ICAO: ESKN) este un aeroport din Comuna Nyköping, Södermanlands län, Suedia ce deservește zona Stockholm. Aeroportul a fost tranzitat în 2022 de 555.622 de pasageri. A fost deschis în 1984 și numit după zona deservită.
Situat la o altitudine de 43 m, aeroportul dispune de 2 piste.

## Infrastructură

### Piste
Aeroportul dispune de 2 piste. Pista 08/26 are suprafața de asfalt și dimensiunile 2.878 m × 45 m. Pista 16/34 are suprafața de asfalt și dimensiunile 2.039 m × 40 m. 